# Наша кооперація
«Наша Кооперація» — перший друкований орган української кооперації, видавалася 1913—14 однойменним видавничим товариством, заснованим 7 жовтня 1912 в Києві, виходила двічі на тиждень. «Наша Кооперація» активно й послідовно виступала за автономію української  кооперації від російської, що в умовах тогочасної імперської дійсності робило її виразником політичних та національних прагнень українського суспільства. Як наслідок — «Наша Кооперація» широко розходилася по всій Наддніпрянській Україні, всюди знаходячи свого вдячного читача — переважно селян. «Наша Кооперація» викликала різку протидію з боку російського чорносотенства, яке виступало проти розвитку української  кооперації. «Наша Кооперація» була закрита російським самодержавством після початку Першої світової війни.
Видавцем-редактором чисел 12-22 був Пилип Немоловський.